# Bahman Golbarnezhad
Bahman Golbarnezhad (en persa: بهمن گلبارنژاد‎; Abadán, Irán, 12 de junio de 1968-17 de septiembre de 2016) fue un ciclista paralímpico iraní que competía la categoría C4 y un anterior powerlifter. Durante su carrera de levantamiento de pesas, ganó doce medallas de oro y una medalla de plata en competiciones internacionales. Golbarnezhad había representado a Irán en dos Juegos Paralímpicos de Verano, primero en los Juegos Paralímpicos de Londres 2012 y más tarde en Juegos Paralímpicos de Río de Janeiro 2016. Fue el único ciclista iraní en los Juegos Paralímpicos de 2016. Él fue un veterano de la Guerra Irán-Irak.

## Muerte
Falleció en un accidente durante la competencia de ciclismo de ruta en los Juegos Paralímpicos de Río de Janeiro 2016 al salir de la carretera y chocar contra una roca en un descenso. El accidente se produjo en un "tramo montañoso" de la carrera de ruta masculina en la categoría C4-C5 en Pontal, un barrio frente al mar en el oeste de Río, en el penúltimo día de los Juegos Paralímpicos. La Organización informó "El atleta recibió los primeros auxilios médicos y en su traslado al hospital, presentó un ataque cardíaco, falleciendo posterior a su llegada". Su familia que vive en Irán, recibió la información de su fallecimiento por la tarde y los miembros de la delegación iraní presentes en Río fueron reunidos en la Villa Paralímpica donde fueron informados.